# Curwensville
Curwensville is een plaats (borough) in de Amerikaanse staat Pennsylvania, en valt bestuurlijk gezien onder Clearfield County.

## Demografie
Bij de volkstelling in 2000 werd het aantal inwoners vastgesteld op 2650. In 2006 is het aantal inwoners door het United States Census Bureau geschat op 2522, een daling van 128 (-4,8%).

## Geografie
Volgens het United States Census Bureau beslaat de plaats een oppervlakte van 6,0 km², waarvan 5,8 km² land en 0,2 km² water. Curwensville ligt op ongeveer 478 m boven zeeniveau.

## Plaatsen in de nabije omgeving
De onderstaande figuur toont nabijgelegen plaatsen in een straal van 12 km rond Curwensville.